# 논산 표정리 고분군
논산 표정리 고분군(論山 表井里 古墳群)은 대한민국 충청남도 논산시 연산면 표정리에 있는 고분군이다. 1994년 11월 4일 충청남도의 기념물 제94호로 지정되었다.

## 개요
신라와 백제의 황산벌 전투가 있었다는 충청남도 논산시 표정리 뒷산 기슭에 분포하는 수천 기의 백제무덤들이다.
광복 후 도굴에 의해 대부분이 파괴된 상태로 4차례 발굴조사를 통하여 굴식돌방무덤(횡혈식석실묘) 20기, 앞트기식돌방무덤(횡구식돌방무덤) 18기, 독무덤(옹관묘) 1기가 발견되었다. 토기들은 굽다리접시(고배), 병형토기, 굽다리단지(유대호), 그릇받침(기대), 세발토기(삼족토기)를 비롯하여 많은 종류와 양이 출토되어, 계통·성격·분포·연구에 좋은 자료가 된다.
병형토기의 경우 이곳에서 4점이 나왔는데 한반도에서는 나주대안리고분(사적 제76호)에서 1점만이 출토된 희귀한 형태이다. 굽다리단지의 경우 낙동강 유역의 것과 같은 형태로 문화 교류 상황을 보여주고 있다. 백제의 전형인 세발토기는 가장 많이 출토되는 토기로 모두 뚜껑을 가지고 있다.
토기의 변천과 신라·가야 토기와의 비교를 통해 대체로 5∼6세기초에 형성된 무덤들로 추정된다. 표정리 무덤들은 신라와 가야의 토기들이 출토되어 당시 이 지역의 문화교류내지 영향을 살펴볼 수 있는 좋은 자료로 평가된다.

## 참고 자료
- 논산표정리고분군 - 국가유산청 국가유산포털